# Tishsina
Tishsina era una regió del nord de l'Imperi Hitita al nord d'Hattusa, en el límit amb els kashka, que rebia el seu nom d'una muntanya. Subiluliuma I va saquejar la regió a la part final del seu regnat, circa el 1330 aC. A la vora hi havia el riu Marasanda (Maraššanta), i tota la regió s'anomenava Marasantiya.
Kili-Teshub, fill de l'antic rei Tushratta de Mitanni, després de fugir de Babilònia on el seu rei va voler-lo matar, va anar a trobar en aquell lloc al rei Subiluliuma per demanar-li ajut. L'hurrita es va presentar davant del rei amb només tres carros, dos hurrites i altres dos servidors, i un sol equipament de roba. El rei el va rebre bé, hi va parlar i va decidir ajudar-lo i poc després li va donar una filla seva en matrimoni i el va fer rei de Mitanni.
Les regions de Tishsina i Marasantiya van estar sota domini dels kashka diverses vegades durant el segle xiv aC, però Hattusilis rei d'Hakpis, que després seria el rei Hattusilis III la va alliberar definitivament cap a l'any 1270.